# Giovanni Gonzaga

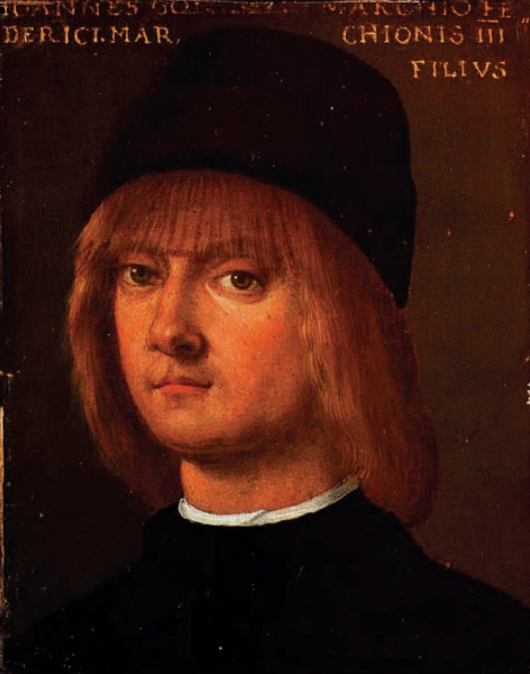
Giovanni Gonzaga

Giovanni Gonzaga, deutsch Johann Gonzaga (* 1474 in Mantua; † 23. September 1525 ebenda) war ein italienischer Adliger und Condottiere in der Zeit der Renaissance, der über zwei Jahrzehnte in den Italienischen Kriegen kämpfte. Als Herr von Vescovado und Poggio begründete er eine Nebenlinie des weitverzweigten Hauses Gonzaga, die als einzige Gonzaga-Linie bis heute besteht.

## Herkunft und Privatleben
Giovanni war der jüngste der drei Söhne des Markgrafen Federico I. Gonzaga aus dem alten italienischen Adelsgeschlecht der Gonzaga, aus dessen Ehe mit Prinzessin Margarete von Bayern, Tochter Albrechts III., Herzog von Bayern-München. Sein Großvater väterlicherseits war Markgraf Ludovico III. von Mantua. Gianfrancesco II. Gonzaga, Markgraf von Mantua (1466–1519), war Giovannis ältester Bruder.
Giovanni Gonzaga wuchs zusammen mit seinen zwei Brüdern und drei Schwestern im Palast zu Mantua auf. Seine Ausbildung begann bereits in der frühen Kindheit. Gemeinsam mit seinen älteren Brüdern Gianfrancesco und Sigismondo wurde er im Geist der Renaissance durch bedeutende Lehrer, wie dem Humanisten Gian Mario Filelfo (1426–1480) in der Zeit von 1478 bis 1480 und dem Literaten Colombino Veronese (1440–1482) bis zum Jahre 1482 unterrichtet. Bereits im Alter von fünf Jahren hatte er die Mutter verloren und als er zehn Jahre alt war, starb im Juli 1484 auch der Vater. Sein ältester Bruder trat mit knapp 18 Jahren die Nachfolge als Markgraf von Mantua an. Dessen 35 Jahre währende Herrschaft sollte auch Giovannis Leben maßgeblich prägen. Im Gegensatz zu den vorherigen Todesfällen der Regenten von Mantua, bei denen den nachgeborenen Söhnen des Erblassers Landesteile abgetrennt wurden, gingen Sigismondo und Giovanni leer aus. Giovannis Leben im Schatten des Bruders war damit vorprogrammiert. Zu seinen Hauptaufgaben gehörte es, den Bruder bei Anlässen zu vertreten, an dessen Teilnahme dieser gehindert oder nicht sonderlich interessiert war. So war er zum Beispiel anstelle Gianfrancescos bei der Hochzeit der jüngsten Schwester Maddalena mit Giovanni Sforza, dem Herrn der Stadt Pesaro im Oktober 1489 und nahm an den großen Feierlichkeiten vom 29. und 30. Oktober in Pesaro teil.

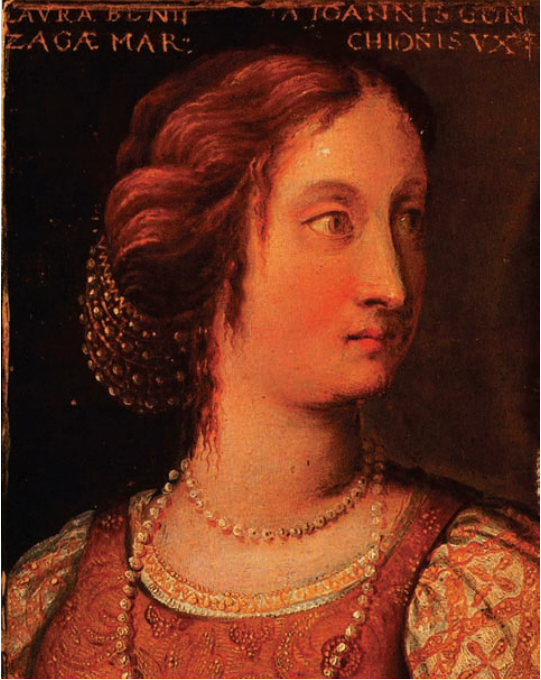
Laura Bentivoglio

Am 20. Juni 1491 heiratete Giovanni in Bologna Laura Bentivoglio, die Tochter von Giovanni Bentivoglio, dem Herrscher der Stadt. Aller Wahrscheinlichkeit nach wurde der Vollzug der Ehe auf den 10. Februar 1492 verschoben, nachdem Giovanni aus Mantua nach Bologna zurückgekehrt war und für die Zeit des ganzen Karnevals in der Stadt blieb. Eine „schöne Feier“ wurde ihm zu Ehren von seinem Schwiegervater organisiert, bei der Giovanni unter anderem, verkleidet und auf einem Esel reitend, in einer „Eierschlacht“ (battaglia delle uova) aktiv werden musste. An seinem ersten Hochzeitstag, dem 20. Juni 1492, kam er wieder von Mantua nach Bologna, um seinen Schwager Alessandro Bentivoglio (1474–1532) bei dessen Hochzeit mit Ippolita Sforza (1481–1520) zu begleiten. Am 3. Oktober 1492 war Giovanni dann wiederum Gast seines Schwiegervaters, um von Bologna mit 40 Pferden nach Rom zu reisen, um Alexander VI. im Namen des Markgrafen von Mantua nach seiner Wahl zum Papst zu huldigen. Danach war Giovanni nur noch am 19. Juni 1493 in Bologna, um „die Ehefrau zu besuchen“, die in der Zwischenzeit nie aus der Stadt weggezogen war. Erst zu Beginn des Jahres 1494 wurde Laura, von einer durch Giovanni beauftragten Delegation von 120 Personen eskortiert, endgültig von ihrem Elternhaus zu ihrem Ehemann nach Mantua gebracht. Im darauffolgenden Jahr wurde dann ihr erstes gemeinsames Kind Federico geboren.

## Militärische Laufbahn als Condottiere

### An der Seite von Ludovico il Moro
Bereits im September 1494 sollte Giovanni mit 50 Bewaffneten in das aragonesische Lager ziehen, jedoch um zu kämpfen hatte er keine Eile. Er bevorzugte die Unterhaltung und Abwechslung am Hof des jungen Herzogs von Kalabrien, wie er in einem Schreiben vom 25. Januar 1495 an die Schwägerin Isabella d’Este mitteilte, mit der er in regem Briefwechsel stand. Es erweckt den Anschein, dass beide in einen Wettbewerb getreten waren sich zu überbieten, wer den meisten Spaß erlebt hätte, denn am 11. Februar berichtet er ihr: „Wir sind jeden Tag hier auf Festen und Vergnügungen“. Im Mai trat Giovanni dann in den Dienst des Ludovico Sforza il Moro, des Herzogs von Mailand; scheinbar entsprach dies einem Wunsch seines Bruders. In dieser Zeit beteiligte er sich an der anti-französischen Offensive der Heiligen Liga und nahm an der Belagerung von Novara teil, und dann auf Überfällen in das Territorium von Savoyen, mit der Absicht, die Regentin, die Herzogin Bianca von Montferrat zu bestrafen. Im April 1496 war er mit 50 Mann in Somma militärisch tätig, um König Ferdinand II. von Neapel zu unterstützen. Zusammen mit seinem Schwager Giovanni Sforza hatte er erheblichen Anteil an der Kapitulation von Atella vom 22. Juli, welche das Königreich wieder in die Gewalt Ferdinands brachte. An der Spitze von 200 Berittenen gelang ihnen die Gefangennahme einer feindlichen Versorgungskolonne wenige Tage zuvor. Eine gewisse Tragik liegt in dem Umstand, dass die Kapitulation durch den französischen Vizekönig von Neapel, den Grafen Gilbert von Montpensier unterzeichnet werden musste. Giovannis zehn Jahre ältere Schwester Clara (Chiara) (1464–1503) war 1481 aus familienpolitischen Gründen mit dem aus dem Haus Bourbon stammenden Grafen Gilbert verheiratet worden. Nach der Räumung von Atella begab sich dieser mit seinen Truppen nach Pozzuoli, um dort eingeschifft zu werden, als bei seinen Mannschaften eine Seuche ausbrach, vermutlich die Pest, an der Gilbert im Oktober 1496 starb. Clara verlor dadurch ihren Mann und sechs Kinder den Vater.

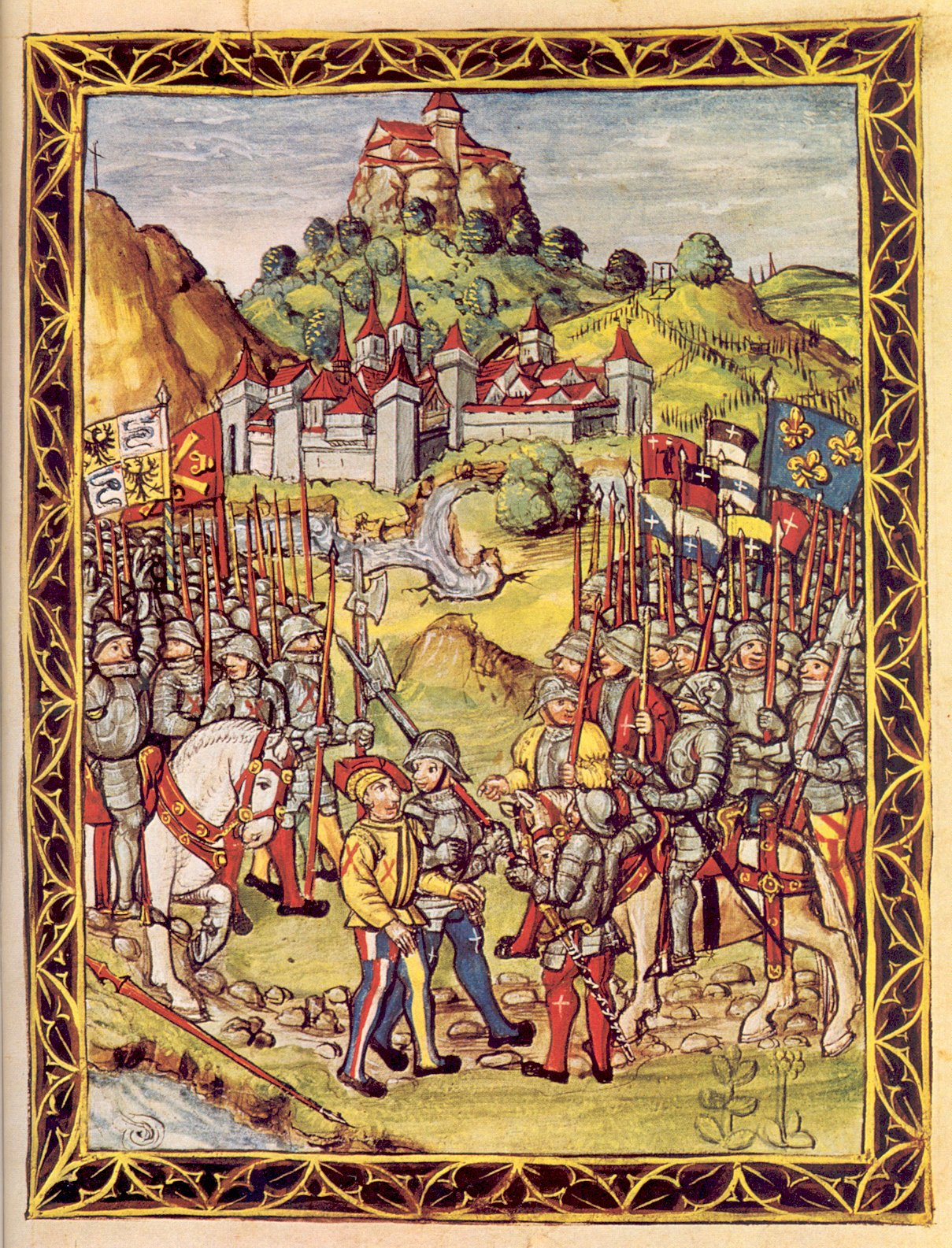
Il Moros Gefangennahme 1500

Nach der Beendigung des Feldzuges kehrte Giovanni nach Mantua zurück und ging Ende November von dort nach Mailand. Im September 1498 stellte er sich dann in den Dienst der Republik Venedig. Seit 1499 gab es für Markgraf Gianfrancesco von Mantua erhebliche Beunruhigung über die Verhältnisse im benachbarten Herzogtum Mailand. Um die Expansionspläne König Ludwig XII. nicht auf Mantua zu richten, hielt er es für angebracht persönlich Zurückhaltung zu wahren. Stattdessen wurde Giovanni von ihm beauftragt, dem Bündnispartner Il Moro zu helfen seine Macht aus den französischen Händen zurückzuholen. So kämpfte dieser am 19. Februar 1500 mit dem Moro bei der Eroberung von Vigevano und Ende März, mit 700 Armbrustschützen zu Pferde, in Marignano. Aber am 11. April wurde Giovanni gemeinsam mit Kardinal Ascanio Maria Sforza und vielen anderen Mailänder Adligen gefangen genommen und mit diesen nach Piacenza gebracht. Er befreite sich, indem er, so heißt es, 3000 Dukaten zahlte. Nach der Niederlage Il Moros versicherte Markgraf Gianfrancesco, dass sein Bruder Giovanni aus eigener Initiative gehandelt habe, nicht ohne zu versprechen, dass er ihn mit einem sehr strengen Verweis bestrafen werde. Und in der Tat wurde Giovanni durch den Markgrafen am 26. April in Venedig öffentlich „banditisiert“ (bandizato). Unter diesen Umständen hielt Giovanni es in jedem Fall für unangemessen, in Mantua zu bleiben. Und tatsächlich ging er fort. Ende Juli 1500 war er in Pesaro und Anfang August in Ancona um von dort mit einer Karavelle nach Fiume überzusetzen.

### Bologna und der Papst
Von seinem Schwiegervater um Beistand gegen Cesare Borgia gerufen, traf Giovanni am 2. November 1502 nachts mit hundert Bewaffneten in Bologna ein. Die Missbilligung seiner Schwägerin Isabella, der Regentin Mantuas in Abwesenheit des Ehemannes, erfolgte umgehend. Sie untersagte militärisches Vorgehen gegen den Sohn des Papstes und drohte denjenigen den Galgen an, die Ungehorsam zeigten. Vermutlich wollte sie nicht die Augen des Borgia auf Mantua richten, oder den Zorn des Papstes provozieren. Glücklicherweise beruhigte sich die Lage zwischen dem Borgia und dem Bentivoglio ohne Waffeneinsatz. Allerdings hatte Giovanni, der zwar erfreut war, sich als „Reipublicae Bononiensis armutum gubernator“ (sinngemäß: Führer des Militärs der Republik Bologna) qualifiziert zu haben, ein Problem. Er befand sich jetzt mit etwa hundert Mann in einer Stadt, die kein Militär benötigte. Am 19. Dezember bot er seine Dienste der Republik Venedig an, die jedoch das Angebot nicht annahm. Auch ein erneuter Antrag unter Fürsprache des Podestà von Verona Bernardo Bembo zu Beginn des Jahres 1503 blieb erfolglos.

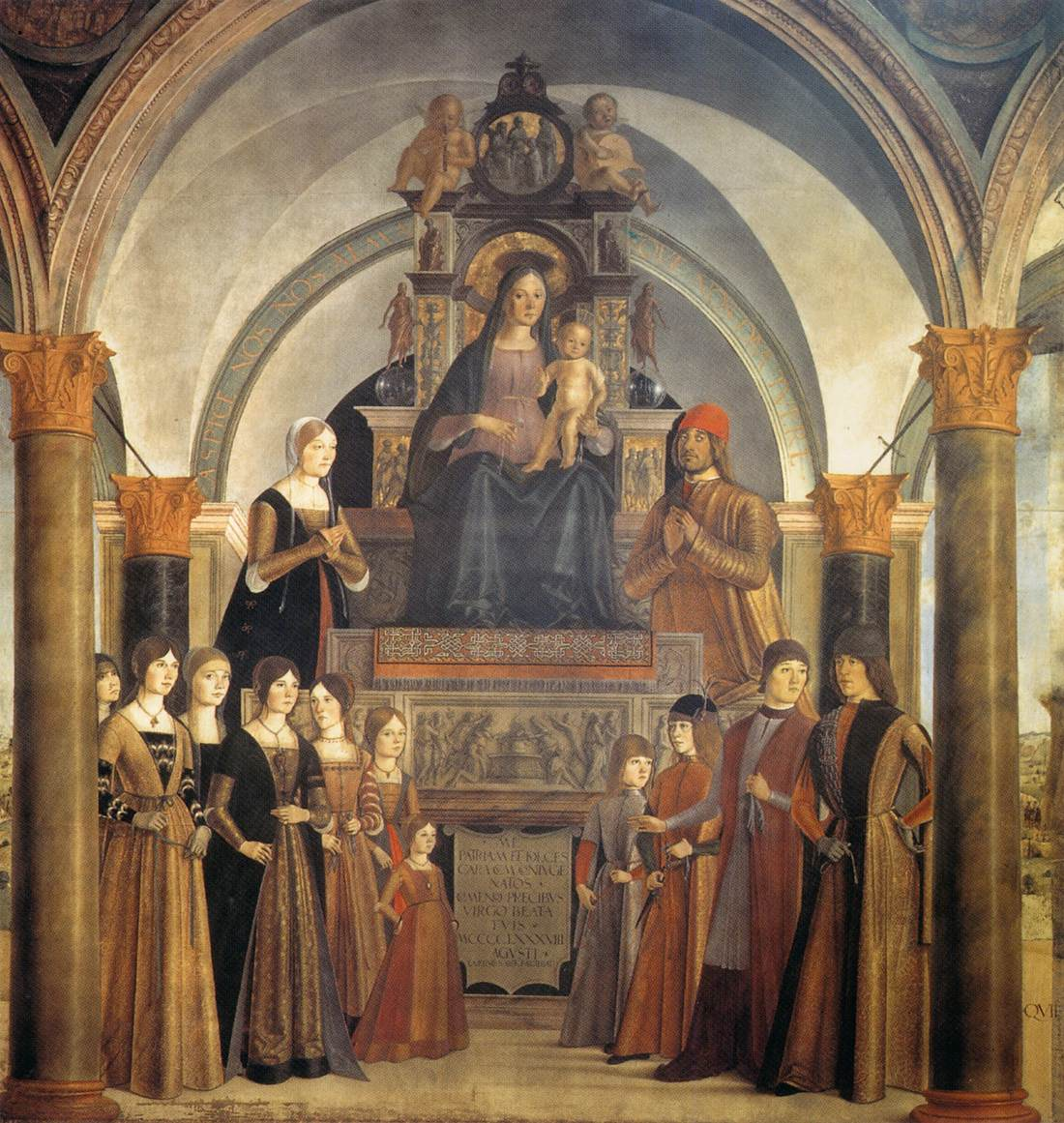
Giovanni Bentivoglio mit seiner Familie, Bild von Lorenzo Costa, 1488

Im Mai 1503 erhielt er von seinem Onkel Ludovico Gonzaga, dem Bischof von Mantua, einige Güter, unter anderem Poggio im Südosten der Markgrafschaft. Gemäß den Anweisungen seines Bruders Gianfrancesco vom 28. Januar 1505 war Giovanni in Rom, als der Ehevertrag zwischen dessen Tochter Eleonora und Francesco Maria della Rovere unterzeichnet und am 13. Februar im päpstlichen Palast öffentlich verkündet wurde. Durch diese Verlobung mit dem Neffen von Papst Julius II. (1503–1513) ergab sich für Giovanni endlich wieder eine Indienststellung, nachdem alle Versuche in Venedigs Dienste zu treten gescheitert waren. Im September 1505 war er in der Romagna um die von den Venezianern besetzten Gebiete für den Papst zurückzuerobern. Am 12. September 1506 befand er sich dann an der Seite des Papstes, als dieser triumphierend in Perugia einzog und eskortierte ihn auf seinem Weg nach Bologna, von wo Giovanni Bentivoglio mit seiner Familie zwischen dem 1. und 2. November geflohen war. So war Giovanni durch die Umstände gezwungen, zur Vertreibung des eigenen Schwiegervaters beizutragen, als er am 11. November gemeinsam mit dem Papst triumphal in die Stadt einzog.

### Dienst für Kaiser Maximilian I. und Massimiliano Sforza von Mailand
Im Jahr 1509 trat Giovanni in kaiserlichen Dienst und wurde am 30. April 1510 von Kaiser Maximilian I. zum Generalhauptmann der Truppen (capitano generale delle truppe) ernannt. Am 23. August verlieh er ihm die Nominierung als Capitano und Gouverneur von Lazise. Der Umstand, dass die kaiserlichen Kassen leer waren, wurde somit durch die Vergabe von Titeln, mit der Illusion eines virtuellen Einkommens, kompensiert. Während dieser Zeit saß sein Bruder Gianfrancesco im Gefängnis von Venedig und Giovanni wurde eines Geheimabkommens mit Venedig verdächtigt, um angeblich den Markgrafen zu befreien. Seine reale Situation war hingegen äußerst demütigend; im November 1510 befand er sich in Verona, mit nur zwei bewaffneten Männern und ohne Geld. Anfang des Jahres 1511 hatte er endlich wieder einen neuen Auftrag. Im Januar begleitete er den Bischof von Gurk Matthäus Lang auf einer Mission. Am 5. August traf Giovanni dann in Vicenza an der Spitze von 200 Berittenen ein, nach seiner Ernennung vom 29. Juni 1511 zum Leutnant und Gouverneur dieser Stadt und ihres Territoriums. Mitte Oktober 1511 nahm er mit etwa 50 bis 60 Pferden an der vergeblichen Belagerung von Treviso teil. Am 29. Oktober musste er schließlich Vicenza räumen; so war es ein Leichtes für die Serenissima am 4. November die Stadt zurückzuerobern. Bis zum Ende des Jahres 1512 war er dann Leutnant und bildete mit zwei anderen kaiserlichen Beratern die „Regierung“ der Stadt Verona.
Von November 1512 an, als Massimiliano Sforza in Mantua eintraf, war Giovannis Schicksal eng mit dessen Schicksal verknüpft. Am 29. Dezember eskortierte er den Sohn Il Moros nach Mailand, wo dieser durch die Porta Ticinese kommend seinen feierlichen Einzug als Herzog von Mailand hielt. Im Einverständnis mit dem Kaiser verlieh der junge Herzog am 23. Februar 1513 Giovanni den Titel „Caesareus capitaneus ac ducalis armorum gubernator“ (sinngemäß: Kaiserlicher Anführer und Herzoglicher Führer des Militärs). Verbunden damit war ein jährliches Gehalt von 1000 Golddukaten in vierteljährlichen Raten. Am 24. Februar folgte für Giovanni und seine Nachkommen zusätzlich die Belehnung mit Piadena, Calvatone und Spineda. Laut einem Brief vom 30. März an seine Schwägerin Isabella machte das Leben, das er jetzt führte ihm Spaß: die Tänze folgen einander, man gehe spät zu Bett. Und so verwundert es nicht, dass Isabella erschrak, als sie sah wie sehr er abgemagert war.

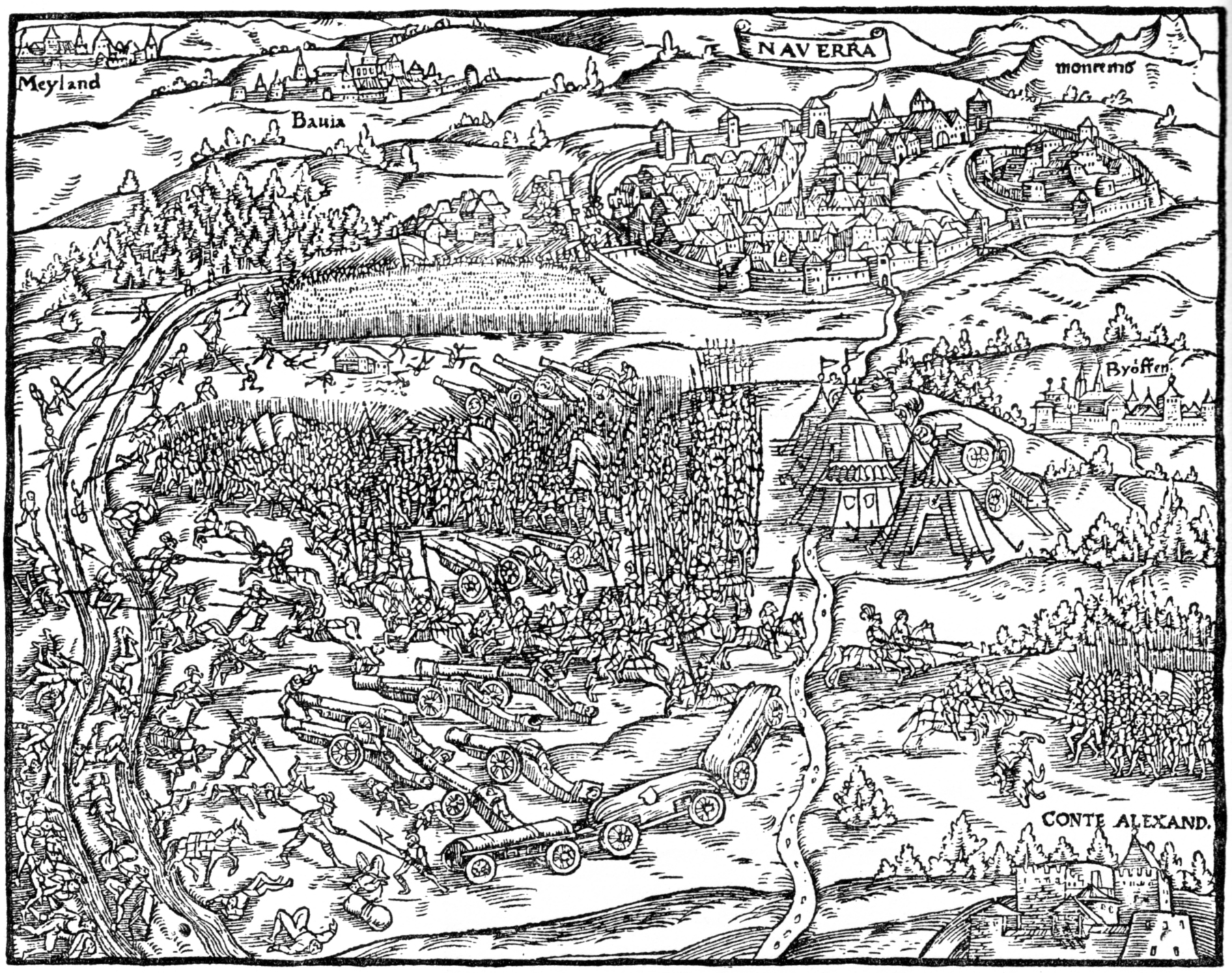
Schlacht bei Novara 1513, Holzschnitt von 1548

Am 6. Juni 1513 war die Kampfkraft Giovannis und seiner Soldaten gefragt, als es in der Schlacht bei Novara darum ging, Massimiliano gegen den französischen König Ludwig XII. zu verteidigen. Dankbar über den glücklichen Ausgang, wurde er am 23. August vom Herzog mit dem Lehen von Casalmaggiore ausgestattet, die Bestätigung des Kaisers erfolgte am 26. des Monats. In den Jahren 1513 und 1514 wurden die Ehepakte zwischen Giovannis Sohn Alessandro und der Verwandten des Herzogs Ippolita Sforza, die als Mitgift ein Jahreseinkommen von 2500 Dukaten garantiert bekam, sowie zwischen dem Zweitgeborenen von Giovanni, Francesco und Lucrezia, der natürlichen Tochter des Bischofs von Lodi, Ottaviano Maria Sforza (ein natürlicher Sohn des Herzogs Galeazzo Maria), mit einer Mitgift eines Jahreseinkommens von 2000 Dukaten, unterzeichnet. Am 20. April 1514 gelangte mit Casteldidone ein weiteres Lehen in Giovannis Hände. Seine Stellung in Mailand war jetzt hervorragend. So ist in einem Bericht vom 31. März 1515 eines Mailänder Kaufmanns an den König von Frankreich zu lesen: „Vier, die Mailand regieren: Massimiliano Sforza, der Herzog; sein Bruder Francesco; sein Onkel der Bischof von Lodi; Giovanni Gonzaga, der zusammen mit seiner Frau wie der Herzog in der Burg lebt.“
Giovannis Position, wurde auch sofort von seiner Schwägerin Isabella von Mantua ausgenutzt, die, als sie vom schlechten Gesundheitszustand des letzten Herrn von Pesaro Galeazzo Sforza erfuhr, Giovanni dazu drängte, dessen Sammlung von Altertümern in ihren Besitz zu bringen. Weil der Haupterbe der Herzog Massimiliano war, brauchte sie dessen Zusage ihr die Antiquitäten zu überlassen, die sie am 11. April auch tatsächlich erhielt. In ihrer Gier nach Altertümern ernannte Isabella umgehend Giovanni zu ihrem Prokurator, der darauf zu achten habe, dass nichts „gestohlen und versteckt“ wird – und übersah dabei völlig, dass Galeazzo Sforza noch lebte; er starb erst am 14. April. Nach Galeazzos Tod sandte Giovanni seiner Schwägerin die frohe Botschaft, dass die Antiquitäten zweifellos schön wären und mit über 1000 Scudi vorsichtig bewertet wurden. Als guter Prokurator „bono procuratore“ werde er dafür sorgen, dass der Herzog sie so schnell wie möglich zu ihr nach Mantua schickt.
Im Mai 1515 wurde Giovanni in einem Kampf verletzt und ließ sich in Mantua behandeln. Am 30. Juli, ernannt zum Capitano der Sforza-Armee im Krieg gegen Venedig, überquerte er den Adda und eröffnete mit 1000 Infanteristen und 200 Kavalleristen in Lodi den Kampf. Von hier begleitete er am 3. September Kardinal Matthäus Schiner nach Monza. Nach der Niederlage vom 14. September in der Schlacht bei Marignano war Giovanni einer der Wenigen, die Herzog Massimiliano noch die Treue hielten. Im Castello Sforzesco hielten sie gemeinsam noch drei Wochen der Belagerung stand, bis Massimiliano sich am 4. Oktober zur Kapitulation und Abdankung entschloss. Am 11. Oktober hielt der französische König Franz I. seinen triumphalen Einzug in Mailand. In den Verhandlungen zur Übergabe der Macht, verhalfen Giovanni zwei Umstände zu einer einigermaßen glücklichen Position: Sein Gefährte, der Herzog Massimiliano verwendete sich für ihn und Charles de Montpensier, Herzog von Bourbon, der Kommandant der französischen Miliz war der Sohn seiner Schwester Claire (Chiara), und Giovannis leiblicher Neffe. Giovanni wurde in den Dienst des Königs übernommen, an der Spitze einer Truppe von 50 Lanzen und 100 Bogenschützen und mit einer Pension von 2000 Scudi. Den beiden Schwiegertöchtern aus dem Hause Sforza wurde der Verlust der Einkünfte mit einem jährlichen Ersatz von jeweils 1000 Scudi kompensiert.

### Vescovado/Vescovato und die Erben

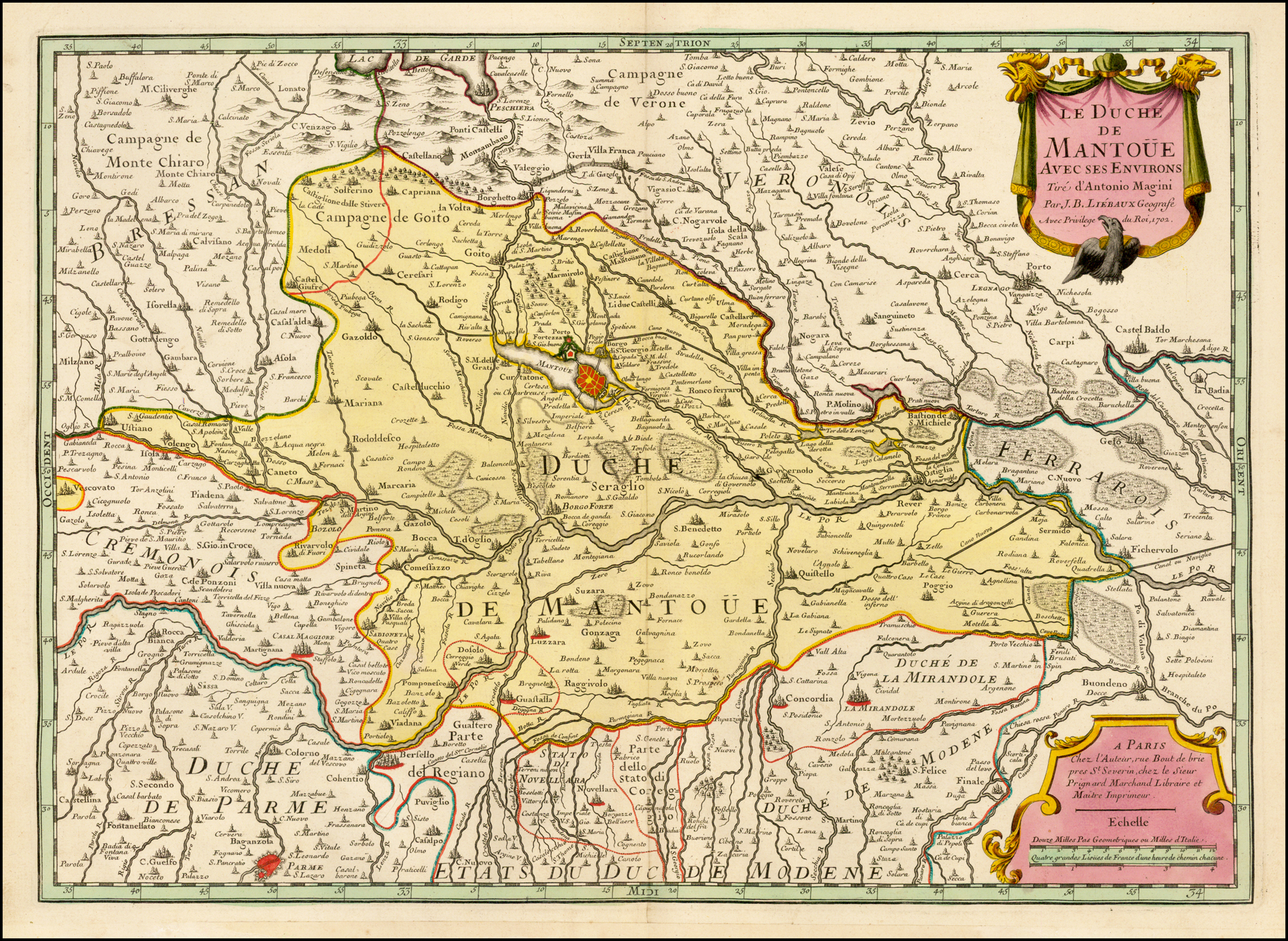
Vescovato auf einer Karte von 1702 (Exklave direkt am linken Rand)

Natürlich bedeutete der Sturz des Herzogs von Mailand auch für Giovanni einen Abstieg. Das einst ihm gehörende Lehen Casalmaggiore wurde vom König an einen anderen vergeben und als einfacher Capitano war er einer von vielen und jederzeit austauschbar. Am 8. Dezember 1516 schrieb Franz I. an den Marschall Odet de Foix, dass der Gonzaga mit 300 Lanzen und 2000 Infanteristen nach Parma geschickt wurde. Im April 1517 soll Giovanni dann noch in der Region Rimini gewesen sein. Im Jahr 1519 kaufte er von der Familie Gonzaga di Novellara das Lehen von Vescovado; die Bestätigung des Kaufs durch Kaiser Karl V. bekam er im Jahr 1521. Anfang November 1520 ging Giovanni noch einmal nach Mailand, um dem französischen Gouverneur Odet de Foix seine Aufwartung zu machen. Im August 1521 stellte er sich mit 50 Lanzen dann in den Dienst seines Neffen, des Markgrafen Federico II. von Mantua. – Nun stand er nicht mehr auf der Seite Frankreichs, als er am 28. Oktober 1521 mit 800 Pferden und 60.000 Dukaten nach Medole kam, um an die Männer des „deutschen Lagers“, an die Alemani und die Svizzeri „zu zahlen“, die schon voll Ungeduld auf ihren Sold warteten. Von dort brachte er sie zu Matthäus Schiner, durch dessen Initiative es in der Schlacht bei Bicocca am 27. April 1522 gelang, Mailand von den Franzosen zurückzuerobern.
Am 27. Mai 1522 kam Pandolfo Malatesta, der einstige Herr der Stadt Rimini, zusammen mit seinem Sohn Sigismondo nach Rimini zurück, und erneuerte für kurze Zeit seine Herrschaft. Er war gezwungen, Rimini bereits am 5. März 1523 wieder zu verlassen. Giovanni Gonzaga brachte Pandolfos Sohn Sigismondo im Einvernehmen mit dem Markgrafen von Mantua in Sicherheit. Sigismondo Malatesta war der Sohn seiner Schwägerin Violante Bentivoglio und Giovannis Neffe.
Die Tatsache, dass im September 1523 sein Sohn Alessandro die Führung von 600 Mann mantuanischer Kräfte übernommen hatte, zeigt, dass sich Giovanni vom Militärdienst zurückgezogen hatte. Giovanni Gonzaga starb am 23. September 1525, seine Frau war ihm 1523 im Tod vorausgegangen. Sie hatte ihm fünf Söhne und drei Töchter geschenkt.
Giovanni Gonzaga ist der Stammvater der Markgrafen und Fürsten von Vescovato. Diese Nebenlinie ist die einzige des einst weitverzweigten Hauses Gonzaga, die bis heute besteht. Von seinen fünf Söhnen setzte Sigismondo I. die Linie fort. Dessen Sohn Sigismondo II. wurde 1559 der 1. Marchese di Vescovado. Die Generäle Maurizio Ferrante Gonzaga (1861–1938) und Ferrante Vincenzo Gonzaga (1889–1943) sind Giovannis direkte Nachkommen.

## Ehe und Nachkommen
Giovanni Gonzaga heiratete 1492 Laura Bentivoglio (* um 1478/80; † 1523), Tochter von Giovanni II. Bentivoglio und Ginevra Sforza, mit der er acht Kinder hatte:
- Federico Gonzaga (* 1495; † 22. September 1545), Abt von San Benedetto in Polirone
- Francesco Gonzaga (* 1496; † 1523) ⚭ 1514  Lucrezia Sforza, die natürliche Tochter des Bischofs von Lodi, Ottaviano Maria Sforza (1475–1545)
- Alessandro Gonzaga (* 1497; † 17. September 1527) Herr von Vescovado 1525 ⚭ 1513 Ippolita Sforza (* ?; † 1543), Tochter von Federico Sforza Conte di Santa Fiora und Bartolomea Orsini
- Ginevra Gonzaga (* 1498; † 14. Dezember 1570), Äbtissin von Santa Paola in Mantua
- Sigismondo I. Gonzaga (* 1499; † 31. Dezember 1530) Herr von Vescovado 1527 ⚭ Antonia Pallavicino (* ?; † 31. August 1554), Tochter von Cristoforo Pallavicino Marchese di Busseto
- Camilla Gonzaga (* 1500; † 1572 oder 1585) ⚭ 13. Februar 1523 Pietro Maria Rossi, 2. Marchese di San Secondo (* 1504; † 15. August 1547), Sohn von Troilo de’ Rossi, 1. Marchese di San Secondo
- Eleonora Gonzaga (* 1501; † ?) ⚭ Bernardino Schizzi, Patrizio di Cremona
- Galeazzo Gonzaga (* 1502; † 7. Januar 1573), Gouverneur von Modena unter Herzog Ercole II. d’Este, Schriftsteller

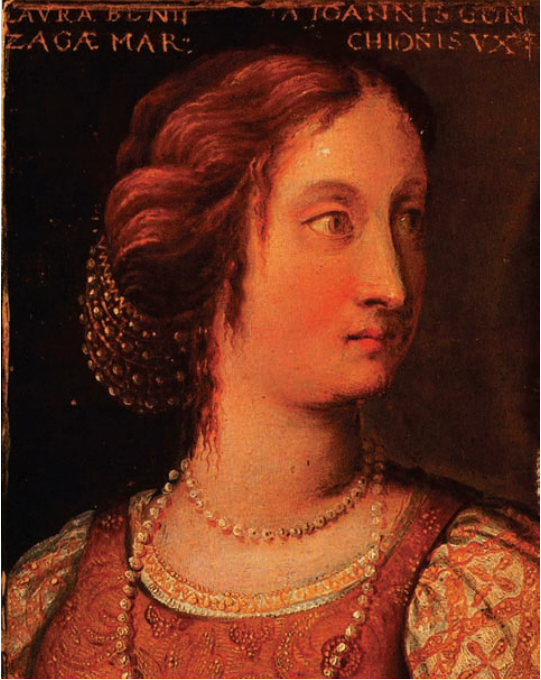
Laura Bentivoglio (1480–1523)
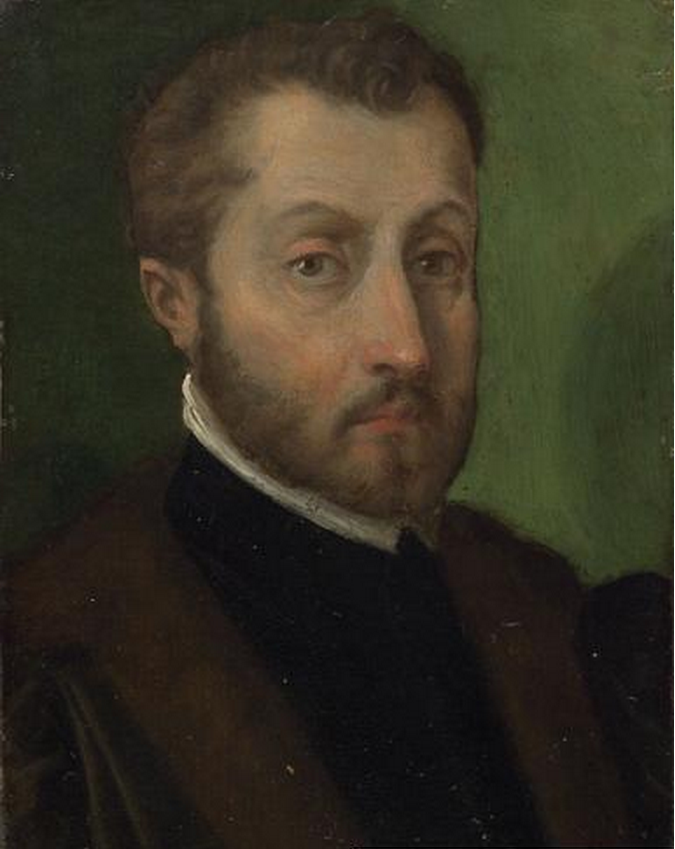
Alessandro Gonzaga (1497–1527)
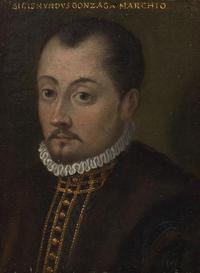
Sigismondo Gonzaga di Vescovado (1499–1530)
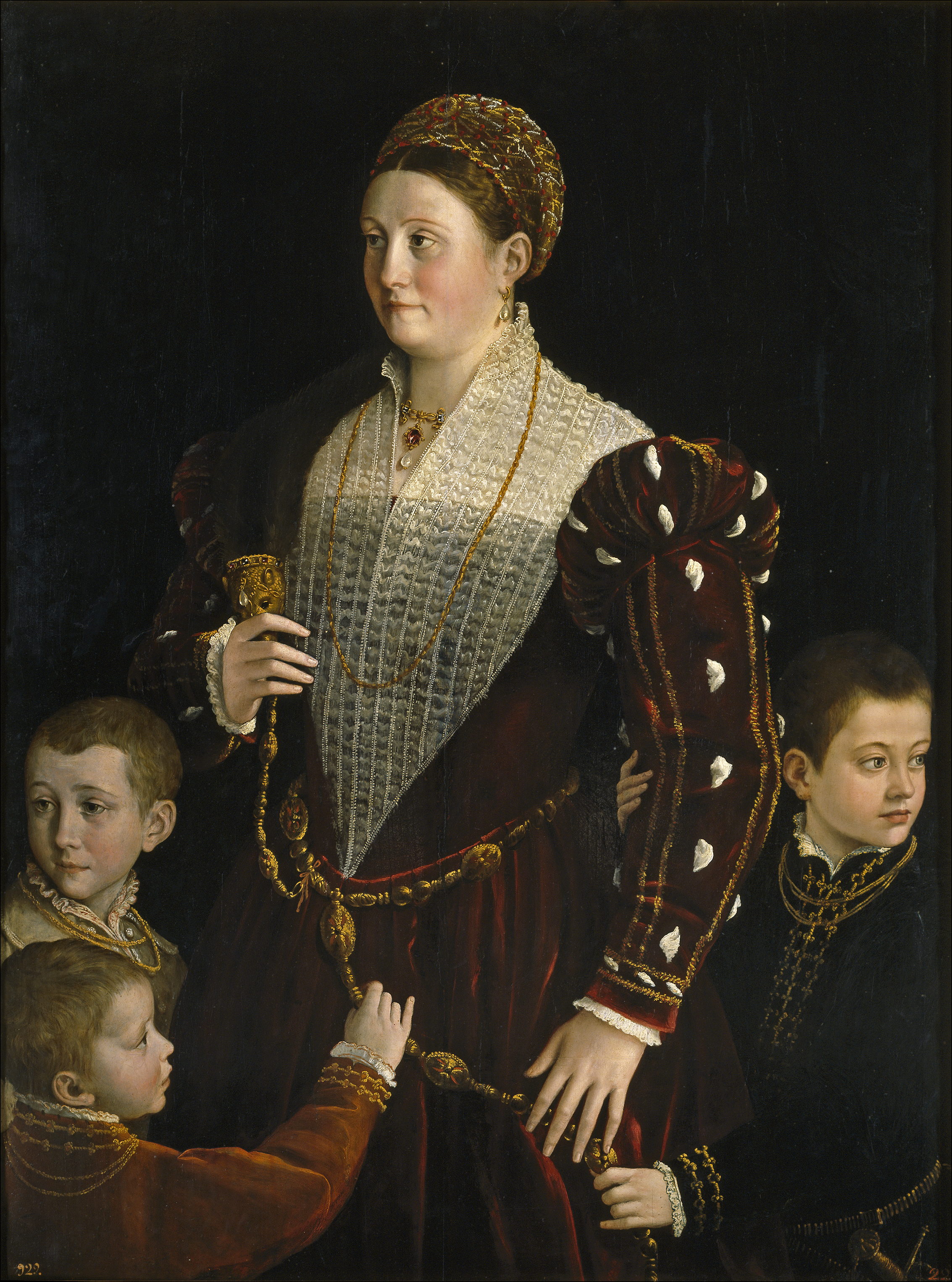
Camilla Gonzaga (1500–1572/85)
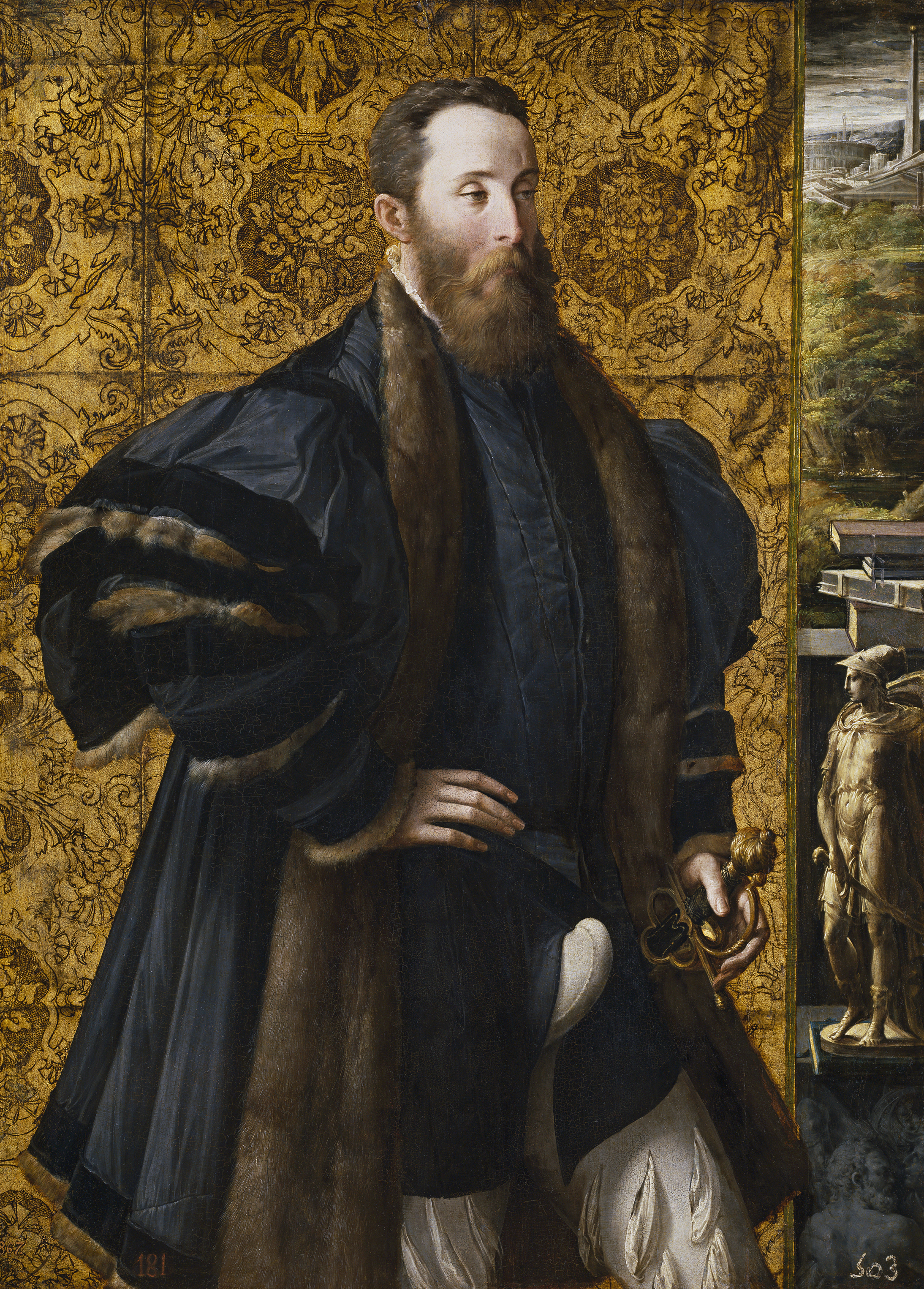
Pier Maria de’ Rossi (1504–1547)
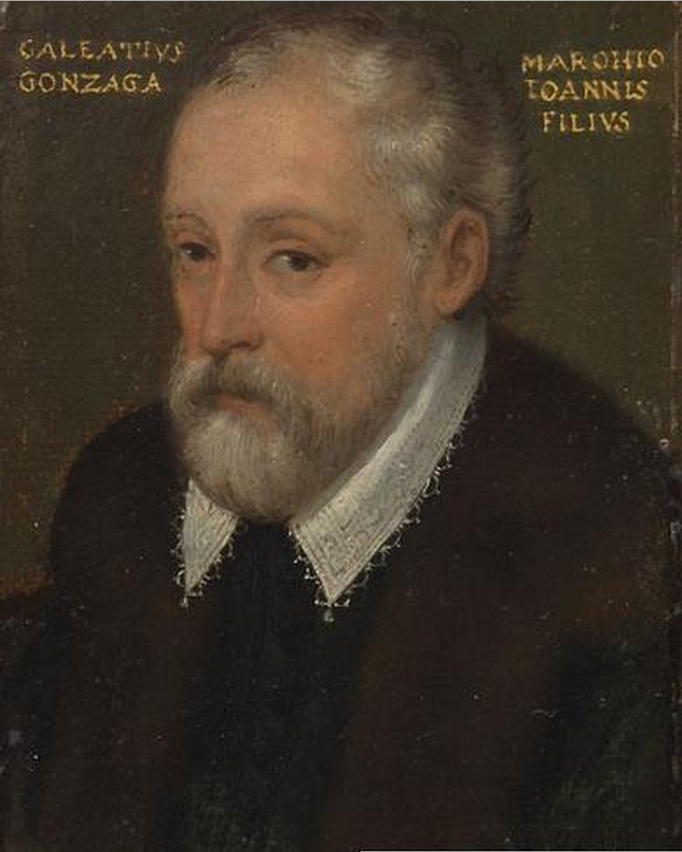
Galeazzo Gonzaga (1502–1573)